# Lijst van olympische medaillewinnaars klimsport
Klimsport is een olympische sport, die op de Olympische Spelen wordt beoefend. Deze pagina geeft de lijst van olympische medaillewinnaars in deze sport.

## Medaillewinnaars

### Gecombineerd
2020 bouldering, lead, speed
2024 bouldering, lead
| Editie | Goud | Goud                | Zilver | Zilver            | Brons | Brons          |
| ------ | ---- | ------------------- | ------ | ----------------- | ----- | -------------- |
| 2020   | ESP  | Alberto Ginés López | USA    | Nathaniel Coleman | AUT   | Jakob Schubert |
| 2024   | GBR  | Toby Roberts        | JPN    | Sorato Anraku     | AUT   | Jakob Schubert |

| Land | Goud | Zilver | Brons |
| ---- | ---- | ------ | ----- |
| ESP  | 1    | 0      | 0     |
| GBR  | 1    | 0      | 0     |
| JPN  | 0    | 1      | 0     |
| USA  | 0    | 1      | 0     |
| AUT  | 0    | 0      | 2     |

Meervoudige medaillewinnaars
| Succesvolste | Meervoudige          |
| ------------ | -------------------- |
|              | 0-0-2 Jakob Schubert |

### Speed
| Editie | Goud | Goud             | Zilver | Zilver  | Brons | Brons      |
| ------ | ---- | ---------------- | ------ | ------- | ----- | ---------- |
| 2024   | INA  | Veddriq Leonardo | CHN    | Wu Peng | USA   | Sam Watson |

| Land | Goud | Zilver | Brons |
| ---- | ---- | ------ | ----- |
| INA  | 1    | 0      | 0     |
| CHN  | 0    | 1      | 0     |
| USA  | 0    | 0      | 1     |

### Gecombineerd
2020 bouldering, lead, speed
2024 bouldering, lead
| Editie | Goud | Goud           | Zilver | Zilver          | Brons | Brons         |
| ------ | ---- | -------------- | ------ | --------------- | ----- | ------------- |
| 2020   | SLO  | Janja Garnbret | JPN    | Miho Nonaka     | JPN   | Akiyo Noguchi |
| 2024   | SLO  | Janja Garnbret | USA    | Brooke Raboutou | AUT   | Jessica Pilz  |

| Land | Goud | Zilver | Brons |
| ---- | ---- | ------ | ----- |
| SLO  | 2    | 0      | 0     |
| JPN  | 0    | 1      | 1     |
| USA  | 0    | 1      | 0     |
| AUT  | 0    | 0      | 1     |

Meervoudige medaillewinnaars
| Succesvolste         | Meervoudige |
| -------------------- | ----------- |
| 2-0-0 Janja Garnbret |             |

### Speed
| Editie | Goud | Goud                | Zilver | Zilver      | Brons | Brons              |
| ------ | ---- | ------------------- | ------ | ----------- | ----- | ------------------ |
| 2024   | POL  | Aleksandra Mirosław | CHN    | Deng Lijuan | POL   | Aleksandra Kałucka |

| Land | Goud | Zilver | Brons |
| ---- | ---- | ------ | ----- |
| POL  | 1    | 0      | 1     |
| CHN  | 0    | 1      | 0     |

Tokio 2020 ·
Parijs 2024 ·
Los Angeles 2028
Medaillewinnaars 